# Oenothera tamrae
Oenothera tamrae är en dunörtsväxtart som beskrevs av W. Dietrich och W.L. Wagner. Oenothera tamrae ingår i släktet nattljussläktet, och familjen dunörtsväxter. Inga underarter finns listade i Catalogue of Life. Artens utbredningsområde är de mexikanska delstaterna Durango och Nayarit.